# Primer ministro de Curazao
El Primer Ministro de Curazao (en papiamento: Promé Minister di Kòrsou, en neerlandés: Minister-president van Curaçao) es según lo establecido en la Constitución de Curazao el jefe de gobierno de la isla caribeña de Curazao.
El primer ministro es electo por el Parlamento de Curazao, cada 4 años después de las elecciones generales, necesitándose una mayoría de 11 de los 21 miembros del parlamento curazoleño, El Gobernador de Curazao representa los intereses del Rey de los Países Bajos.

## Historia
El cargo fue creado en el año 2010, como consecuencia de la disolución del gobierno y estructura de las Antillas neerlandesas, que hasta octubre de 2010 contaron con un gobierno común, pero que a partir del 10 de octubre de 2010 iniciaron una serie de cambios, entre ellos mayor autonomía para Curazao.

### Primer gobierno
Tras las elecciones generales de Curazao del 27 de agosto de 2010, Gerrit Schotte líder actual del partido político Movimiento Futuro Curazao se convirtió en el primer ministro designado ya que el MFK fue el segundo partido más grande con 5 asientos y formó el primer gobierno de la isla tras un acuerdo de coalición, junto con el partido Pueblo Soberano y el Partido MAN el 4 de septiembre.

## Primeros ministros
| N.º | Titular            | Término                  | Término                  | Partido | Partido                                  |
| --- | ------------------ | ------------------------ | ------------------------ | ------- | ---------------------------------------- |
| 1   | Gerrit Schotte     | 10 de octubre de 2010    | 29 de septiembre de 2012 |         | Movimiento por el Futuro de Curazao      |
| 2   | Stanley Betrian    | 29 de septiembre de 2012 | 31 de diciembre de 2012  |         | Independiente                            |
| 3   | Daniel Hodge       | 31 de diciembre de 2012  | 7 de junio de 2013       |         | Independiente                            |
| 4   | Ivar Asjes         | 7 de junio de 2013       | 31 de agosto de 2015     |         | Pueblo Soberano                          |
| 5   | Bernard Whiteman   | 31 de agosto de 2015     | 23 de diciembre de 2016  |         | Pueblo Soberano                          |
| 6   | Hensley Koeiman    | 23 de diciembre de 2016  | 24 de marzo de 2017      |         | Movimiento para unas Nuevas Antillas     |
| 7   | Gilmar Pisas       | 24 de marzo de 2017      | 29 de mayo de 2017       |         | Movimiento por el Futuro de Curazao      |
| 8   | Eugene Rhuggenaath | 29 de mayo de 2017       | 14 de junio de 2021      |         | Partido por las Antillas Reestructuradas |
| 9   | Gilmar Pisas       | 14 de junio de 2021      | Presente                 |         | Movimiento por el Futuro de Curazao      |